# Clostridium
Clostridium su anaerobne, sporogene, gram-pozitivne bakterije, koji su široko rasprostranjeni u prašini, tlu, na biljkama i u probavnom traktu ljudi i životinja. Iako je otkriveno gotovo 100 vrsta iz roda Clostridium, samo 25 do 30 uobičajeno uzrokuju bolest kod ljudi ili životinja. 
Najčešće manifestacije kolonizacije klostridijima u ljudi su blaga, kratkotrajna trovanja hranom i slučajna kontaminacija rane. Teške bolesti uzrokovane klostridijima, kao što su plinska gangrena (myonecrosis), tetanus i botulizam, relativno su rijetke, no mogu biti smrtonosne. One mogu biti posljedica traume, intravenske narkomanije ili ingestije domaće konzervirane hrane. 
Patogene vrste u vegetativnom obliku prozvode različite egzotoksine koji djeluju destruktivno na tkivo ili oštećuju živčanu funkciju, a biokemijski su i serološki definirani. Clostridium sp. nalaze se i u normalnoj flori, osobito debelog crijeva. Klostridiji mogu postati patogeni kad u tkivu postoji snižen oksidacijsko-redukcijski potencijal, visoka koncentracija laktata i snižen pH. Takvi abnormalni anaerobni uvjeti mogu nastati kod primarne arterijske insuficijencije ili nakon teških penetrantnih ili crush ozljeda. Što je rana dublja i teža, to je veća vjerojatnost nastanka anaerobne infekcije, a osobito ako je došlo makar i do minimalne kontaminacije rane stranim česticama. 
Klostridijske infekcije su sve češći nozokomijalni problem, napose u postoperativnih i imunokompromitiranih bolesnika. Teška klostridijska sepsa može komplicirati perforaciju ili opstrukciju crijeva.

## Stanja povezana s klostridijskim infekcijama
- kolecistitis
- peritonitis
- ruptura apendiksa
- neutropenični enterokolitis
- meningitis
- emfizematozni cistitis i gastritis
- otitis media
- apsces pluća i aspiracijska pneumonija
- apsces mozga
- endokarditis
- purulentni perikarditis
- pijelonefritis
- septički artritis
- osteomijelitis
- limfom ili karcinom crijeva
- intraabdominalne infekcije nakon perforacije crijeva
- omfalitis novorođenčadi
- lokalne infekcije tkiva ili organa – u početku aerobne, a koje su postale anaerobne zbog širenja
- nekroze
- tumori
- zračenjem devitalizirano tkivo
- mjesta parenteralnih injekcija
- lokalizirane kožne infekcije kod ovisnika o heroinu
- kondicionirani bolesnici s opeklinama, neoplazmama (osobito s karcinomom kolona), leukemijom i neutropenijom, dijabetesom
- maligne bolesti kolona i rektuma

## Klostridijske uterine infekcije
Klostridijske infekcije mogu uzrokovati supurativni tuboovarijalni i uterini apsces bez evidentne toksičnosti. Teške uterine infekcije mogu biti komplikacija septičkog abortusa; rijetko one uslijede nakon razmjerno nekompliciranih kirurških zahvata u zdjelici ili nakon poroda. Bolesnica je tipično febrilna i u toksičnom stanju, lohije su smrdljive, a uterus je osjetljiv. Ponekad kroz cerviks izlazi plin. Može nastati hemolitička anemija, kao posljedica klostridijske septikemije i djelovanja egzotoksina lecitinaze na membranu eritrocita. Uz tešku hemolizu i toksicitet, moguća je pojava renalne insuficijencije. Smrtnost je tada oko 50%. 
Za ranu dijagnozu potrebno je pomišljati na bolest. Indicirani su rani i ponavljani razmazi po Gramu, kao i kulture lohija i krvi, unatoč tome što se C. perfringens povremeno može izolirati i iz normalne rodnice i lohija. Rendgenska snimka može pokazati lokalno stvaranje plina.  
Liječenje se sastoji od debridmana kiretažom i primjene penicilina G, 20 milijuna jed/dan kroz najmanje 1 tjedan. Može biti neophodno učiniti histerektomiju, koja može spasiti život ako je sam debridman nedovoljan. Ako dođe do akutne tubularne nekroze, potrebna je renalna dijaliza. Korist od hiperbaričnog O2 nije ustanovljena (vidi dolje).

## Klostridijske infekcije rana
Klostridijske infekcije rana mogu se pojaviti kao ograničeni lokalni celulitis, kao lokalni ili progresivni miozitis ili u najtežem slučaju, kao progresivna mionekroza (plinska gangrena). Infekcija se razvija nekoliko sati ili dana nakon ozljede, obično na ekstremitetu na kojem je teška penetrantna ili crush trauma dovela do devitalizacije tkiva. Sličan progresivni miozitis ili mionekroza, može se pojaviti u operativnim ranama, osobito u bolesnika s okluzivnom vaskularnom bolešću u podlozi. 
Anaerobne infekcije rana, osobito one koje uzrokuje Clostridium sp, mogu progredirati od inicijalne ozljede preko stadija celulitisa i miozitisa do mionekroze sa šokom, toksičnim delirijem, te mogu konačno dovesti do smrti u roku od jednog do nekoliko dana.
Klostridijski celulitis (anaerobni celulitis) pojavljuje se kao lokalizirana infekcija površne rane, obično nakon 3 dana nakon inicijalne ozljede. Infekcija se može širiti na velikoj površini duž fascijalnih ploha, često s jasnom krepitacijom i obilnim stvaranjem mjehurića plina, no toksičnost je mnogo manje izražena nego kod ekstenzivne mionekroze. Često dolazi do stvaranja bula sa smrdljivim, seroznim, smeđim eksudatom. Diskoloracija i jaki edem ekstremiteta su rijetki. Klostridijske infekcije povezane s primarnom vaskularnom okluzijom ekstremiteta, rijetko se šire dalje od demarkacijske linije ili progrediraju u tešku toksičnu mionekrozu. 
U početku lokaliziran, duboki klostridijski miozitis brzo se širi. Toksini stvaraju anaerobni okoliš s edemom, bolom, plinom i posljedičnom mionekrozom, često s dramatičnom progresijom u razdoblju od nekoliko sati. Kod mionekroze (plinske gangrene), eksudat je serozan i smeđ, ali nije uvijek smrdljiv. U oko 80% slučajeva u kasnijem tijeku bolesti može se osjetiti krepitacija izazvana stvaranjem plina.
Područje rane može u početku biti blijedo, no zatim postaje crveno ili boje bronce i konačno postaje crno-zeleno. Stanje bolesnika postaje sve toksičnije; pojavljuju se šok i renalna insuficijencija, iako bolesnik često ostaje pri svijesti do terminalnog stadija. Za razliku od klostridijske uterine infekcije, kod plinske gangrene ekstremiteta septikemija i jasna hemoliza su rijetki, čak i u terminalno bolesnih pacijenata. Kad god dođe do masivne hemolize, može se uz prisutnost akutne renalne insuficijencije i septikemije očekivati smrtnost od 70 do 100%.
Bitni su rana sumnja i intervencija. Anaerobni celulitis beziznimno reagira na liječenje, no etablirani i progresivni miozitis povezan sa sistemskom toksemijom ima smrtnost iznad 20%. 

## Dijagnoza
Iako lokalizirani celulitis, miozitis i progresivna mionekroza mogu biti dovoljno različiti da omoguće međusobnu kliničku diferencijaciju i odgovarajuće liječenje, dijagnoza često zahtijeva pažljivu kiruršku eksploraciju rane i vizualnu procjenu izgleda tkiva. Npr. kod mionekroze se vidi nekrotično mišićno tkivo. Zahvaćeni mišić je u početku mutne ružičaste boje, zatim zagasito crven I konačno sivozelen ili mrljasto ljubičast. Rendgenska snimka može pokazati lokalnu produkciju plina, a CT i MR mogu pokazati proširenost nekroze i plina. 
U eksudatu rane treba tražiti anaerobne i aerobne mikoorganizme; klostridiji se mogu izolirati u čistoj kulturi ili zajedno s drugim anaerobima i aerobima. U razmazima se vide gram-pozitivni klostridiji. Tipično je da se u eksudatu nalazi malo polimorfonuklearnih leukocita, a slobodne čestice masti mogu se prikazati Sudan bojom. Mnoge, osobito otvorene rane, kontaminirane su ne samo patogenim, već i nepatogenim klostridijima koji ne izazivaju evidentnu invazivnu bolest. Značaj ovakvog nalaza mora se klinički procijeniti.

## Diferencijalna dijagnoza
Druge anaerobne i aerobne bakterije, između ostalih i pripadnici porodice Enterobacteriaceae, kao i bakterije iz rodova Bacteroides, Streptococcus i Staphylococcus, sami ili u miješanoj infekciji, često kod traumatskih i postoperativnih rana mogu uzrokovati teški celulitis sličan celulitisu uzrokovanom klostridijima, fascitis ili plinsku gangrenu. Ako ima mnogo polimorfonuklearnih leukocita, a u razmazu se vide koki, tada treba posumnjati na anaerobnu streptokoknu ili stafilokoknu infekciju. Obilje gram-negativnih bacila ukazuje na moguću infekciju nekom enterobakterijom ili bakterijom iz roda Bacteroides. Nalaz specifičnih toksina u rani ili krvi, koristan je samo u rijetkim slučajevima botulizma dobivenog preko infekcije rane. Moguća je i prisutnost klostridija bez kliničke bolesti. 

## Liječenje
Liječenje ovisi o težini i lokalizaciji bolesti. Liječenje nije potrebno kod slučajnog nalaza klostridija u kulturi, a bez kliničkog dokaza anaerobne infekcije. No kad postoje znakovi infekcije, obvezno je brzo početi s empirijskom antibiotskom terapijom. 
Temeljita drenaža i debridman često su važniji od antibiotske terapije. Penicilin G i dalje je lijek izbora protiv klostridija; 10 do 20 milijuna jedinica/dan IV, treba dati odmah kod teškog celulitisa i mionekroze. Iako je rezistencija rijetka, opisana je relativna rezostencija kod nekih sojeva C. ramosum. Metronidazol je jednako djelotvoran u liječenju klostridijskih infekcija. Dok su kloramfenikol i metronidazol aktivni protiv većine anaerobnih bakterija, uključujući i klostridije, neki su sojevi klostridija rezistentni na eritromicin, tetraciklin i klindamicin. Rana primjena antibiotika širokog spektra (npr. tikarcilin kombiniran s klavulanat kalijem ili ampicilin kombiniran sa sulbaktamom) opravdana je kad su prisutni drugi anaerobi i aerobi. Cefalosporin 3. generacije ili kombinacija klindamicina s aminoglikozidom, jest adekvatna terapija za neke miješane klostridijske infekcije, no ovi su antibiotici relativno manje aktivni, a osim toga kod klostridija je moguća pojava rezistencije na aminoglikozide. 
Kod botulizma koji je nastao infekcijom rane, korisna je rana primjena specifičnog ili polivalentnog antitoksina.
Terapija hiperbaričnim kisikom može biti korisna kao dodatak antibiotskoj i kirurškoj terapiji kod ekstenzivne mionekroze, osobito kad su zahvaćeni ekstremiteti. Izgleda da terapija hiperbaričnim kisikom, ako se započne rano, može sačuvati tkivo i smanjiti mortalitet i morbiditet. 

## Nekrotizirajući enteritis
Upala JE tankog i debelog crijeva, koju uzrokuje C. perfringens.
Pored trovanja hranom uzrokovanog C. perfringensom, klostridiji mogu uzrokovati akutnu inflamatornu, ponekad nekrotizirajuću bolest tankog i debelog crijeva. Ovakve se klostridijske enterotoksemije mogu pojaviti kao izolirani slučajevi ili u epidemijama, a za neke od njih je, barem djelomično, odgovorno kontaminirano meso. Sličan se proces može pojaviti u bolesnika liječenih zbog leukemije. Pigbel, bolest koja se javlja u Novoj Gvineji, vjerojatno je posljedica ingestije svinjskog mesa kontaminiranog C. perfringensom tip C; bolest varira od blagog proljeva do fulminantne toksemije s dehidracijom, šokom i ponekad smrću. Rizik obolijevanja je, izgleda, veći za novorođenčad i malu djecu, nego za odrasle. Uočena je i povezanost s anoreksijom nervosom kod starije djece. Razvijeno je eksperimentalno toksoidno cjepivo ali nije komercijalno dostupno. Nekrotizirajući enteritis se pojavljuje u populacijama u kojima postoji deprivacija proteina, slaba prehrambena higijena, povremene ritualne mesne gozbe i hrana koja sadrže inhibitore tripsina, kao što je to u Novoj Gvineji, dijelovima Afrike, središnjoj i južnoj Americi i Aziji.
Neonatalni nekrotizirajući enterokolitis (NEC), pojavljuje se u neonatalnim jedinicama intenzivne skrbi, a mogu ga uzrokovati C. perfringens, C. butyricum i C. difficile, iako uloga ovih mikroorganizama zahtijeva daljnje istraživanje

## Proljev uzrokovan sC. difficile
C. difficile, neposredni uzročnik postantibiotskog kolitisa, sve se češće prepoznaje kao uzročnik nozokomijalnog proljeva. Proljev uzrokovan s C. difficile pojavljuje se bilo pojedinačno, bili u manjim epidemijama, a prenosi se s osobe na osobu. Pojavljuje se u do 8% hospitaliziranih bolesnika i odgovoran je za 20 do 30% nozokomijalnih proljeva. Rizični čimbenici su ekstremna životna dob, teške bolesti u podlozi, dugotrajan boravak u bolnici i boravak u centrima za skrb o starijim osobama ili kroničnim bolesnicima. 
Nakon infekcije dolazi do stvaranja citotoksina i enterotoksina. Dominantan predisponirajući faktor od strane domaćina jest antibiotikom induciran poremećaj gastrointestinalne flore. Prirodni tijek bolesti varira od stanja asimptomatskog kliconoštva do teškog nekrotizirajućeg kolitisa. Rijetko dolazi do ograničenog prodora u tkiva, kao i do sepse i akutnog abdomena. Tipične su poluformirane (ne tekuće) stolice, leukociti u stolici i prethodna primjena cefalosporina. Kolonizirani asimptomatski bolesnici koji imaju C. difficile u stolici, češći su od simptomatskih bolesnika u odnosu 3:1. Nakon proljeva uzrokovanog s C. difficile, opisan je i reaktivni artritis. 
Dijagnoza se uglavnom postavlja testom na C. difficile toksin u stolici. Obično je dovoljan jedan uzorak stolice, no potrebno je uzeti i više uzoraka, ako je prvi uzorak negativan, a sumnja na bolest visoka. Mjere za kontrolu infekcije bitne su za smanjivanje prijenosa C. difficile od zdravstvenih radnika na bolesnike, kao i između bolesnika. Molekularno – epidemiološki tipovi DNA obrazaca, mogu pomoći u određivanju klonalne transmisije. Smanjena upotreba klindamicina u bolnicama, dovela je do smanjenja incidencije bolesti. Relapsi se mogu pojaviti u 15 do 20% bolesnika. 
Lijek izbora je peroralni metronidazol 250 do 500 mg svakih 6 h. Ako nema odgovora ili dođe do relapsa, peroralni metronidazol može se ponoviti kao što je gore navedeno, kroz 21 dan ili se može dati vankomicin peroralno 125 do 500 mg svakih 6 h kroz 10 dana. Nekim je bolesnicima potrebno dati bacitracin 500 mg PO svakih 6 h kroz 10 dana, kolestiramin ili kvasnicu Saccharomyces boullardii. Kod bolesnika koji ne reagiraju ni na koji tip liječenja, neki preporučaju fekalnu klizmu (klizma koja se sastoji od fecesa neinficiranog donora, kako bi se nadomjestila normalna flora kolona) za eradikaciju C. difficile kolitisa. U malog broja bolesnika bilo je radi izliječenja potrebno učiniti totalnu kolektomiju.

## Vanjske poveznice
|  | Zajednički poslužitelj ima još gradiva o temi Clostridium |
|  | Wikivrste imaju podatke o taksonu Clostridium             |

- Spisak bakteorologije
- UK Clostridium difficile grupa potpore  Arhivirana inačica izvorne stranice od 19. ožujka 2020. (Wayback Machine)
- Pathema-Clostridium Resource
- Clostridium video

|  | Molimo pročitajte upozorenje o korištenju medicinskih informacija. Ne provodite liječenje bez savjetovanja s liječnikom! |